# Cyanomitra
Cyanomitra – rodzaj ptaków z rodziny nektarników (Nectariniidae).

## Zasięg występowania
Rodzaj obejmuje gatunki występujące w Afryce Subsaharyjskiej.

## Morfologia
Długość ciała 12–15 cm, masa ciała 6,2–20 g.

## Systematyka

### Etymologia
- Cyanomitra: gr. κυανος kuanos – „ciemnoniebieski, zielonawo-niebieski”; μιτρα mitra – „opaska na głowę, diadem”[7].
- Adelinus (Andelinus): Adeline Driver Wilson z domu Stevens (1819–1891) – żona amerykańskiego finansisty Williama Savory’ego Wilsona zamieszkałego w Paryżu (por. zdrobnienie gr. αδηλος adēlos – „niejasny”, od negatywnego przedrostka α- a-; δηλος dēlos – „widoczny”)[8]. Gatunek typowy: Cinnyris veroxii A. Smith, 1832.

### Podział systematyczny
Do rodzaju należą następujące gatunki:
- Cyanomitra verticalis (Latham, 1790) – nektarnik zielonogłowy
- Cyanomitra bannermani C.H.B. Grant & Mackworth-Praed, 1943 – nektarnik katangijski
- Cyanomitra cyanolaema (Jardine & Fraser, 1852) – nektarnik modrogłowy
- Cyanomitra oritis (Reichenow, 1892) – nektarnik ubogi
- Cyanomitra alinae F.J. Jackson, 1904 – nektarnik niebieskogłowy
- Cyanomitra olivacea (A. Smith, 1840) – nektarnik oliwkowy
- Cyanomitra verreauxii (A. Smith, 1832) – nektarnik szary